# Centrum-Galerie

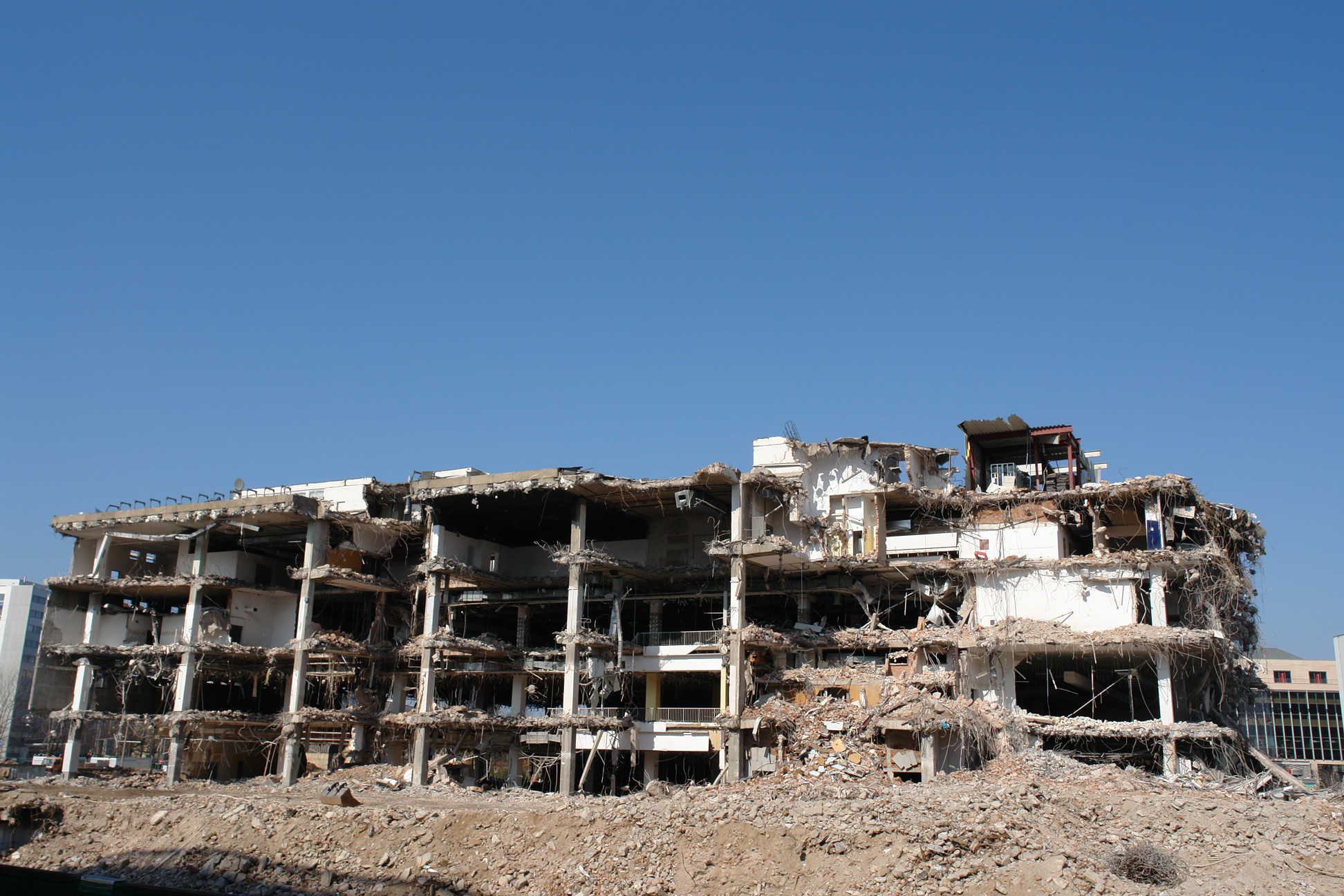
Abriss des alten Warenhauses 2007

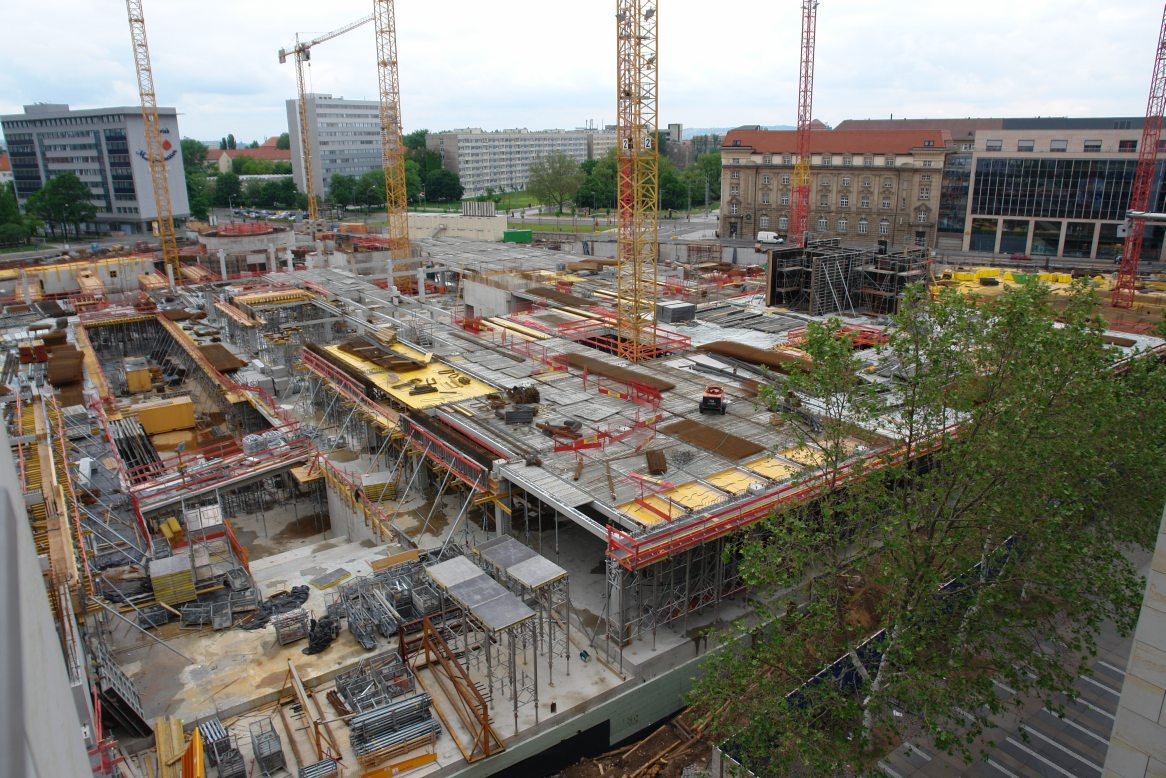
Baufortschritt im Mai 2008

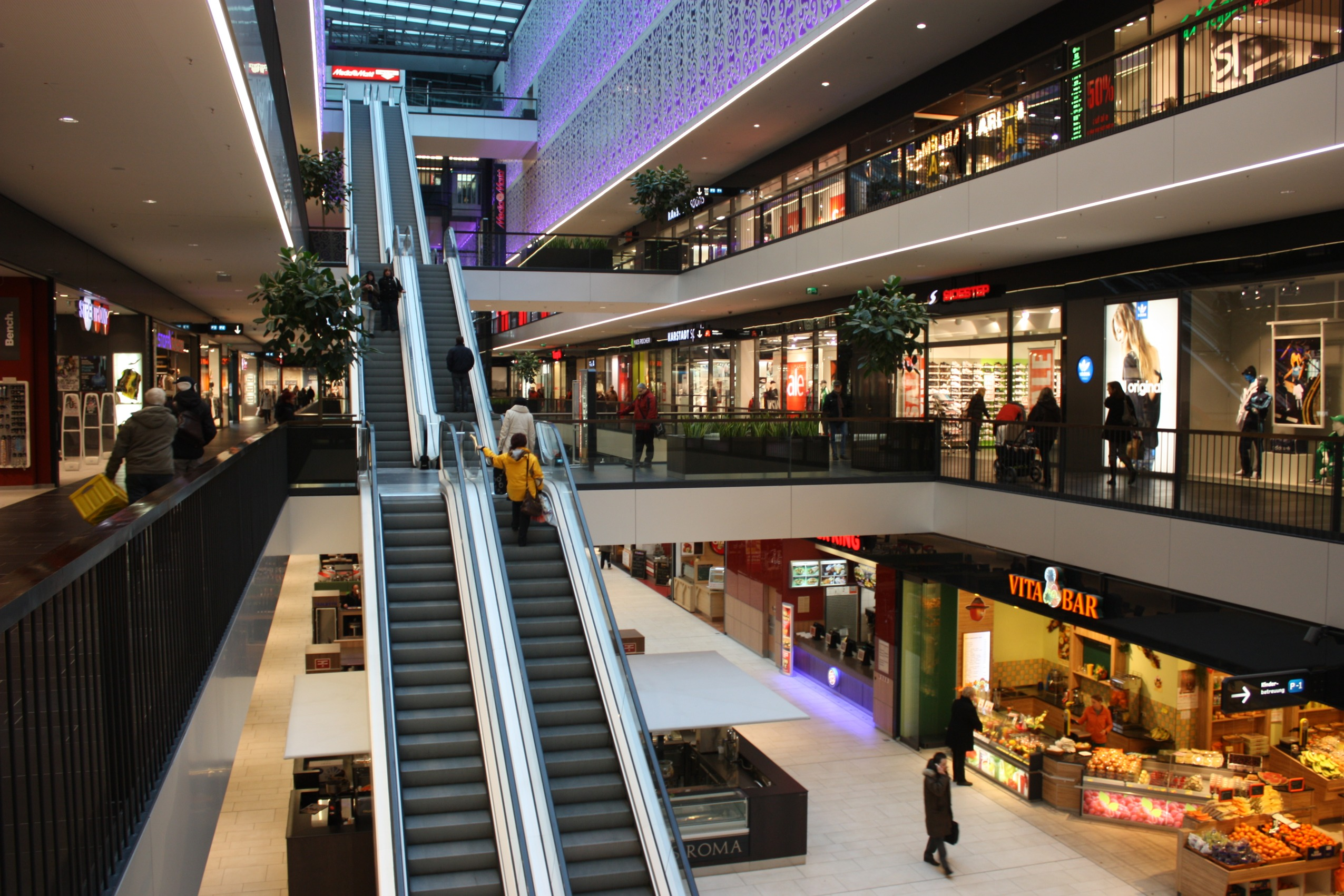
Eingangshalle an der Prager Straße

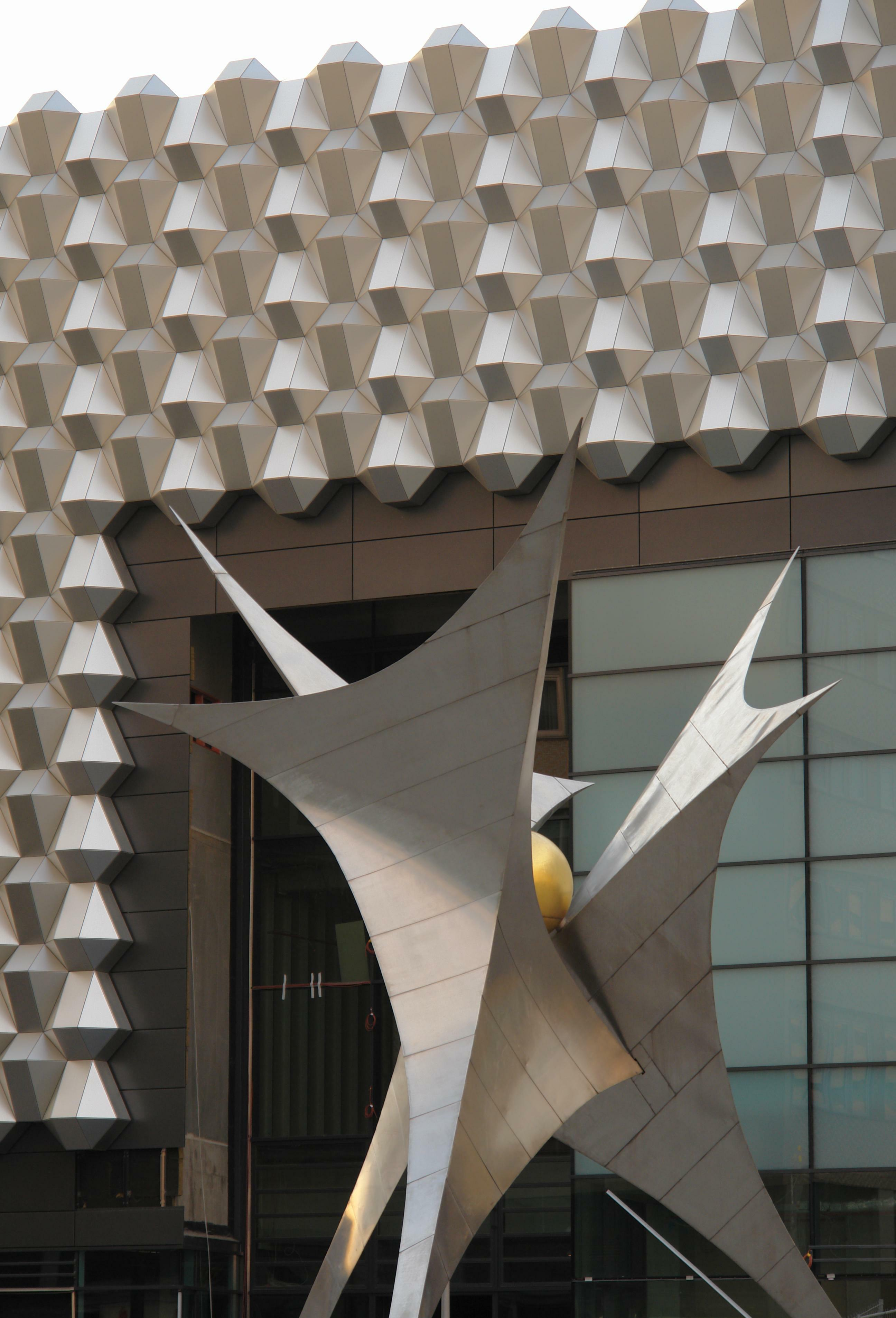
Neubau mit der Wabenstruktur wie beim Vorgängerbau

Die Centrum-Galerie ist ein Einkaufszentrum in Dresden, das am 17. September 2009 an der Prager Straße eröffnet wurde. Ihren Namen übernahm sie vom alten Dresdner Centrum Warenhaus, das am Ort der heutigen Galerie 2007 abgerissen wurde. Dessen bekanntes Architekturelement der Wabenfassade wurde in das neue Einkaufszentrum integriert.

## Lage und Verkehr
Die Centrum-Galerie liegt im Norden der Dresdner Seevorstadt. Im Osten verläuft die Prager Straße und im Norden die Waisenhausstraße und im Westen die Reitbahnstraße. Im Nordwesten liegt der Dippoldiswalder Platz mit einer kleinen Parkfläche, an dem die Wallstraße Richtung Postplatz beginnt. Zwischen der Centrum-Galerie und dem nördlichen Nebengebäude verläuft die Trompeterstraße.
Die Galerie ist unmittelbar umgeben von der Altmarkt-Galerie im Norden und den Warenhäusern von Hennes & Mauritz und Karstadt an der Prager Straße. Im Norden liegt die Haltestelle Prager Straße, an der vier Straßenbahnlinien und zwei Buslinien der Dresdner Verkehrsbetriebe verkehren.

## Geschichte
Der Bau wurde an der Stelle des ehemaligen Centrum Warenhauses 2008 und 2009 errichtet. Dieses Warenhaus nahm nur einen Teil der Grundfläche der neuen Galerie ein und wurde 2006/2007 abgerissen. Der Abriss war in der Dresdner Bevölkerung vor allem wegen der markanten Wabenstruktur der Fassade des alten Warenhauses umstritten. Die neue Galerie wurde von Architekt Peter Kulka entworfen, der den Gestaltungswettbewerb durch die Integration des Wabenmotivs gewinnen konnte. Architekt des Nebengebäudes ist Piet de Bruyn. Ursprünglich war vorgesehen, die originalen Waben zu verwenden, sie wurden aber neu gefertigt. Es wurden 290 Millionen Euro investiert.
Wenige Monate nach der Eröffnung wurde Kritik von Ladenmietern geäußert, die in Teilbereichen über mangelnde Kundschaft klagten. Dies sei auch auf die verschachtelte Architektur und damit entstandene „tote Ecken“ im Inneren des Gebäudes zurückzuführen.
Innerhalb von einem Jahr wurde im September 2010 vom Betreiber der dritte Center-Manager eingesetzt, da sich der erhoffte Vermietungsstand der Galerie nicht einstellte. So standen im Juli 2012 ein Drittel der 120 Geschäfte leer. Ein Zusammenhang zwischen der unzureichenden Vermietung und der erheblichen Zunahme an Einkaufsflächen gerade in den Einkaufszentren Dresdens ist nicht ausgeschlossen. In engem zeitlichen Zusammenhang wurden der Elbepark und die Altmarkt-Galerie erheblich erweitert. Ein Umbau zur Verbesserung des Status quo nach Genehmigung durch den Vermieter Corio erfolgte von Oktober 2012 bis Herbst 2014.
Dresden gilt hinsichtlich der Ladenfläche pro Kopf mit 1,71 m² als Spitzenreiter Ostdeutschlands ohne Berlin.

## Architektur
Die Centrum-Galerie besitzt 68 Shops auf 52.000 Quadratmeter Verkaufsfläche, davon 12.000 Quadratmeter im nördlichen Nebenbau an der Waisenhausstraße. Sie ist damit das größte Einkaufszentrum in der Dresdner Innenstadt, auch nach Erweiterung der Altmarkt-Galerie auf 42.000 Quadratmeter im Jahr 2011. Jährlich kommen neun Millionen Besucher.
Der Nebenbau füllt eine etwa dreiecksförmige Parzelle und umschließt das schon bestehende Eckhaus Prager Straße/Waisenhausstraße. Die Trompeterstraße zwischen den beiden Gebäuden ist überdacht. Im dritten und vierten Stockwerk der Galerie liegt ein Parkhaus, welches über kreisförmige Rampen im Eckbereich am Dippoldiswalder Platz erreicht wird.
Die Fassade der Galerie ist vor allem horizontal gegliedert. Während die unteren Etagen gestaffelt als Glasfassaden gestaltet sind, werden die oberen durch den fensterlosen Wabenvorbau bedeckt. Das Nebengebäude ist dagegen vertikal betont gegliedert und ähnlich wie das Gebäude der Karstadtfiliale von Sandstein als Baumaterial geprägt.

## Betreiber und Nutzung
Erster Betreiber war die niederländische Multi Development. Sie verkaufte die Galerie an die Corio N.V. Die Centrum-Galerie hat 68 Geschäfte und 1.000 Parkplätze.
Peek & Cloppenburg und Karstadt Sport hatten bereits vor der Projektierung der Centrum-Galerie Filialen an der Prager Straße und gaben diese mit ihrem Umzug in die Galerie auf. Weitere große Nutzer sind z. B. Media Markt, Primark, Müller Kaufhaus, Konsum Dresden und McDonald’s. Modeanbieter wie „Bershka“ wollen junge Käufer anziehen. Auf dem Dach befindet sich eine Kindertagesstätte, die von der Stadtmission Dresden des Diakonischen Werks betrieben wird.